# Гладкое болото (Новосибирск)
Гладкое — болото в Советском районе Новосибирска. Входит в список перспективных особо охраняемых природных территорий России. Площадь — 16 га.

## Общие сведения
Болото расположено на территории микрорайона Шлюз в Советском районе Новосибирска. Впадает река Чербузы.
В 1996 году Гладкое было включено в список перспективных особо охраняемых природных территорий.
В 2004 году ГИПРОНИИ СО РАН был сделан проект «Осушительная система болота „Гладкое“», который, тем не менее, не был реализован, так как водоём не включён в реестр водных объектов Новосибирска.

## Утиная заводь
На участке болота, примыкающего к Русской улице, жители микрорайона Шлюз организовали место отдыха — Утиную заводь.

## Фауна
На территории Утиной заводи обитают утки и ондатры. Летом 2016 года в дренажном канале возле домов № 31 и № 33 по улице Русской поселился бобр, который построил в этом месте плотину, перекрыв водный поток.

## Галерея

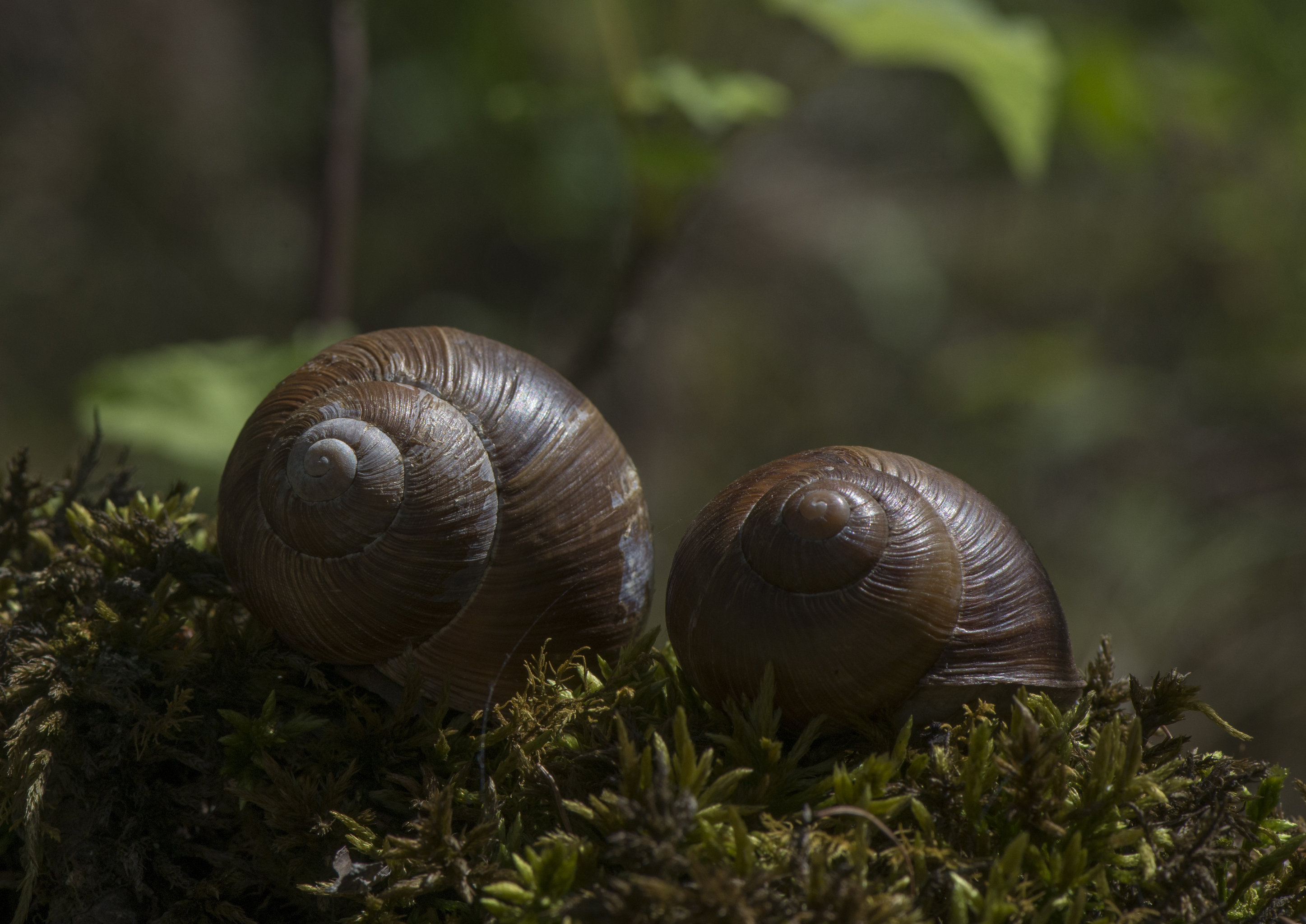
Виноградные улитки
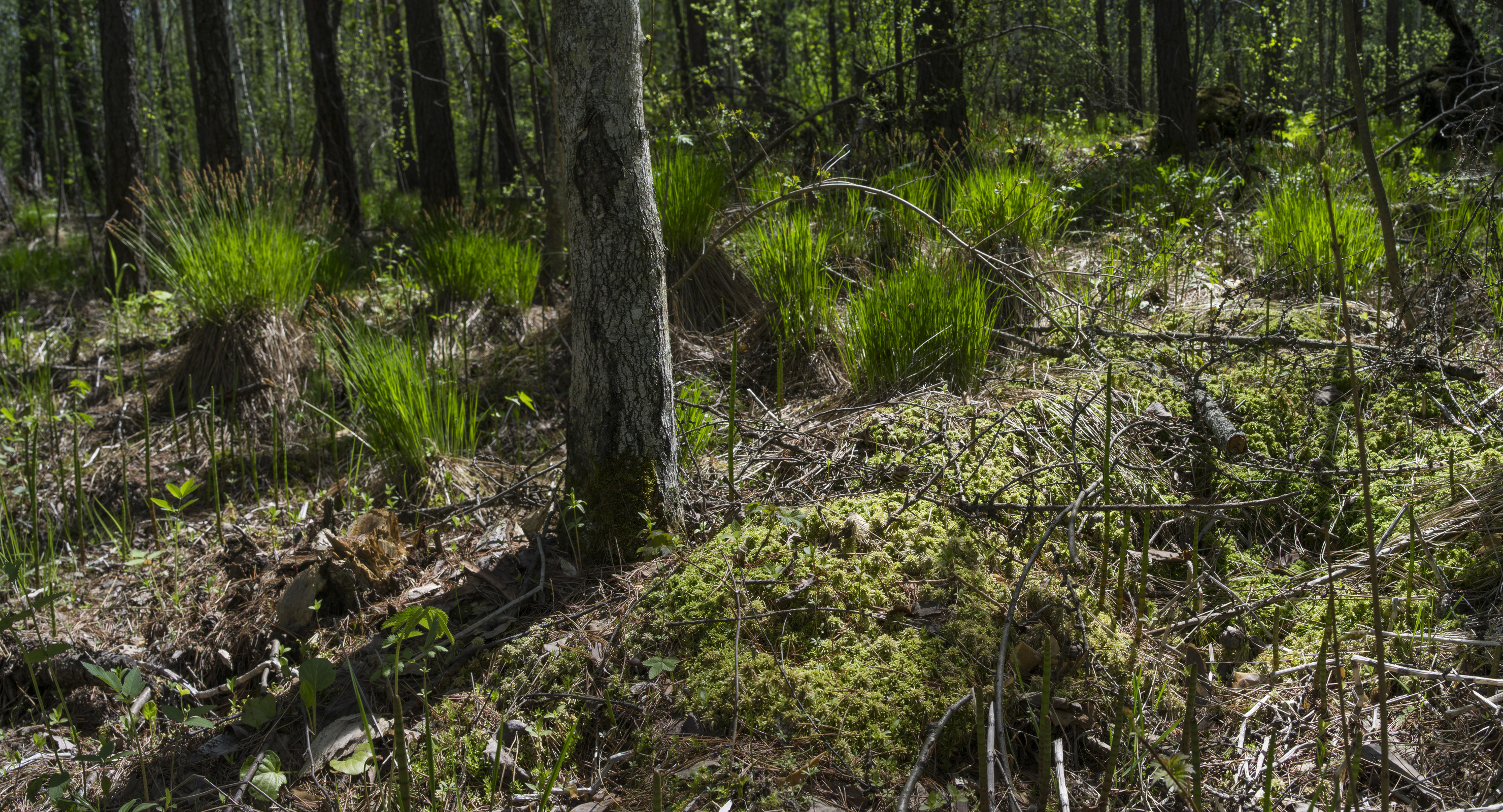
Торфяное покрытие
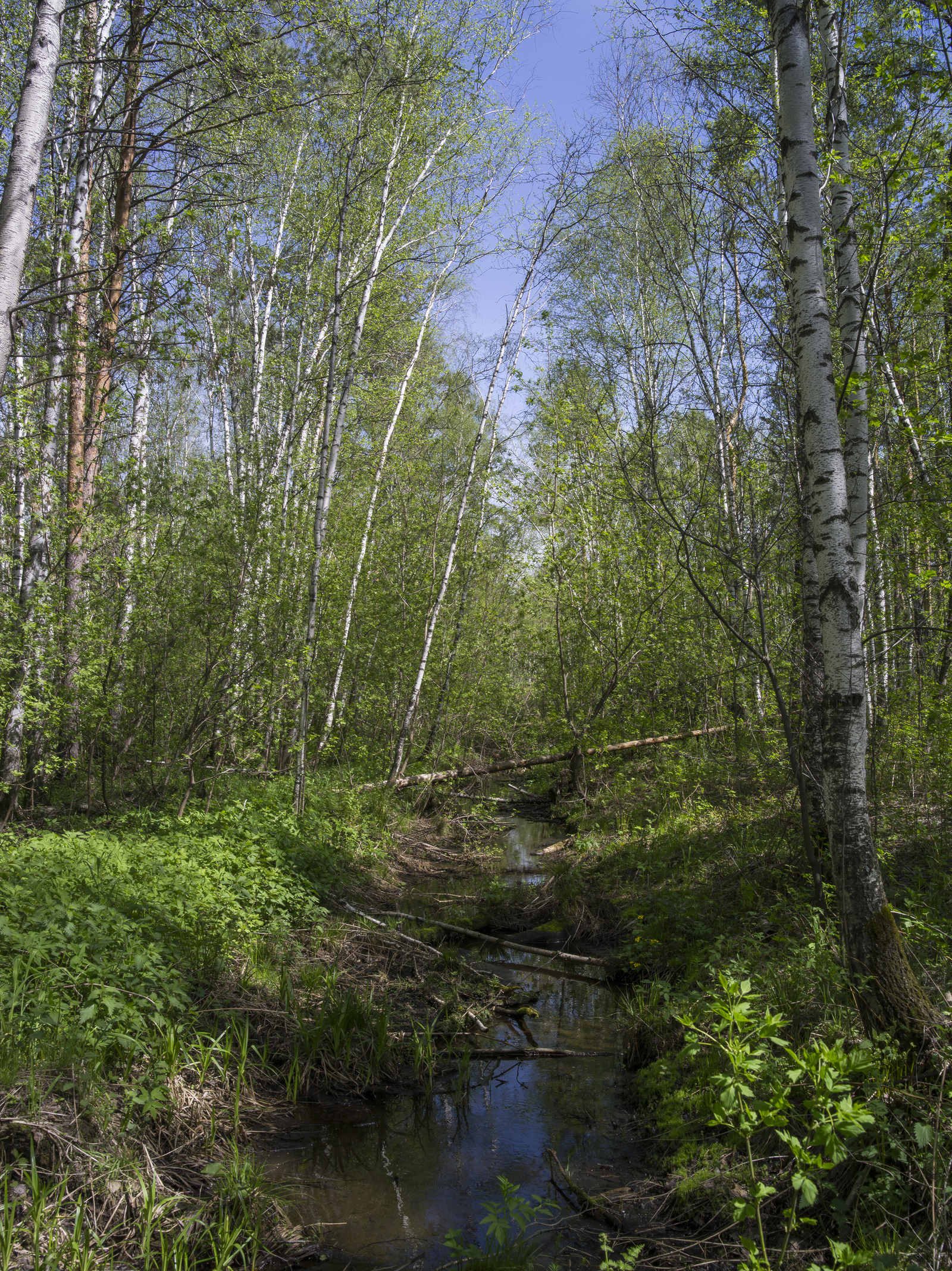
Центральная протока
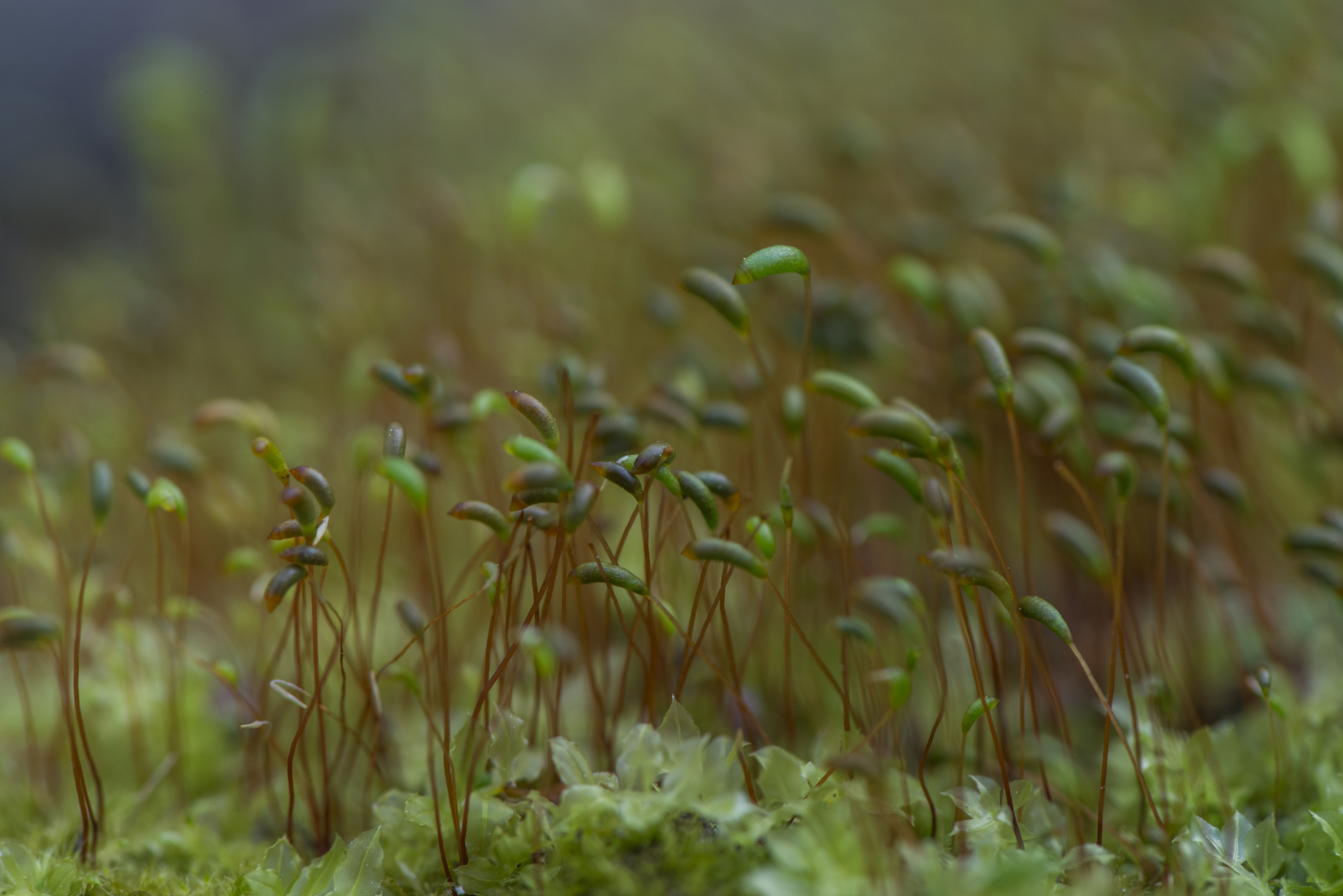
Мох на болоте